# Autonomia indígena originària camperola
L'autonomia indígena originari camperola (AIOC) (o indígena originària camperola) va ser establerta per la Constitució Política de Bolívia que va entrar en vigència el 7 de febrer de 2009 en ser promulgada pel president Evo Morales després de ser aprovada en un referèndum el 25 de gener de 2009. A desembre de 2020 només tres municipis (Charagua Iyambae, Uru Chipaya i Salinas de Garci Mendoza) i un territori (Raqaypampa) i un territori (Raqaypampa) van aconseguir completar els passos per establir la AIOC.

## Descripció
La Constitució Política de l'Estat de Bolívia reconeix l'existència de 4 tipus d'autonomies en l'organització territorial de l'Estat: departamental, municipal, regional i indígena originari camperola.
L'autonomia indígena originari camperola és el reconeixement del govern propi de les nacions i pobles indígena originari camperols (NPIOC) en el marc de la llibertat, dignitat, terra-territori i respecte de la seva identitat i formes d'organització pròpia.
Poden accedir a l'autonomia indígena originari camperola: un territori indígena originari camperol (TIOC) (prèviament anomenats terres comunitàries d'origen), un municipi i una regió, ja sigui les regions existents o les que es conformin com una regió indígena originària camperola (RIOC) (art. 44 de la llei n.° 031). Aquest règim també implica al poble afrobolivià, d'acord amb el reconeixement en l'article núm. 32 de la Constitució Política de l'Estat.
Una nació i poble indígena originari camperol és tota col·lectivitat humana que comparteix identitat cultural, idioma, tradició històrica, institucions, territorialitat i cosmovisió l'existència de la qual és anterior a la invasió colonial espanyola (CPE, art. 30.I).

## Reconeixement constitucional
L'autonomia indígena originari camperola és el reconeixement constitucional del govern propi de les nacions i pobles indígenes camperols de Bolívia. Està enunciada en els articles núm. 2 i 289 de la Constitució Política de l'Estat:
| « | Article N° 2. Donada l'existència precolonial de les nacions i pobles indígena originari camperols i el seu domini ancestral sobre els seus territoris, es garanteix la seva lliure determinació en el marc de la unitat de l'Estat, que consisteix en el seu dret a l'autonomia, a l'autogovern, a la seva cultura, al reconeixement de les seves institucions i a la consolidació de les seves entitats territorials, conforme a aquesta Constitució i la llei. | » |

| « | Article 289. L'autonomia indígena originària camperola consisteix en l'autogovern com a exercici de la lliure determinació de les nacions i els pobles indígena originari camperols, la població dels quals comparteix territori, cultura, història, llengües, i organització o institucions jurídiques, polítiques, socials i econòmiques pròpies. | » |

Es complementa amb el conjunt de drets fonamentals i garanties enunciats en l'article n. 30, que estableix:
| « | Article 30-I. És nació i poble indígena originari camperol tota la col·lectivitat humana que comparteixi identitat cultural, idioma, tradició històrica, institucions, territorialitat i cosmovisió, l'existència de la qual és anterior a la invasió colonial espanyola. (...) II-4. A la lliure determinació i territorialitat. II-5. Al fet que les seves institucions siguin part de l'estructura general de l'Estat. | » |

I en altres articles:
| « | Article 211-I. Les nacions i pobles indígena originari camperolos podran triar als seus representants polítics en les instàncies que correspongui, d'acord amb les seves formes pròpies d'elecció. | » |

| « | Article 292. Cada autonomia indígena originari camperola elaborarà el seu Estatut, d'acord amb les seves normes i procediments propis, segons la Constitució i la Llei. | » |

L'autonomia indígena originari camperola inclou també al poder judicial:
| « | Article n. 179-II. La jurisdicció ordinària i la jurisdicció indígena originari camperola gaudiran d'igual jerarquia. | » |

El 29 de desembre de 2010 es va promulgar la llei núm. 073 de Partió Jurisdiccional, que regula la forma de coordinació i cooperació entre les jurisdiccions judicials, en el marc del respecte als drets, deures i garanties constitucionals per a la vigència de l'estat de dret i el pluralisme jurídic establert.

## Requisits
S'exigeixen dos requisits als municipis i territoris indígenes originaris pagesos per a accedir a una AIOC: la viabilitat governativa i una base poblacional. És competència del Viceministeri d'Autonomia certificar que el municipi o territori tingui la condició d'ancestral, estigui actualment habitats pels pobles i nacions que demanden la AIOC, i que existeixi una estructura organitzacional que tingui representativitat i funcionament efectiu sobre totes l'organitzacions del poble demandant en el territori o municipi (arts. 56 i 57 de la llei n.° 031). La base poblacional ha de ser igual o major a 10.000 per a les NPIOC de les terres altes i igual o major a 1000 habitants per a les NPIOC minoritàries. Excepcionalment es podrà reduir a 4.000 habitants en les NPIOC de les terres altes si la viabilitat governativa es demostra sostenible, sempre que ens es fragmenti el territori ancestral (art. 58 de la llei n.° 031).

## Territoris indígena originari pagesos
Els divisions territorials de l'estat bolivià són:
| « | Article 269-I. Bolívia s'organitza territorialment en departaments, províncies, municipis i territoris indígena originari pagesos. | » |

Sobre els territoris sobre els quals s'exercirà l'autonomia indígena originari pagesa:
| « | Article 290-I. La conformació de l'autonomia indígena originari pagesa es basa en els territoris ancestrals, actualment habitats per aquests pobles i nacions, i en la voluntat de la seva població, expressada en consulta, d'acord amb la Constitució i la llei. II. L'autogovern de les autonomies indígenes originari pageses s'exercirà d'acord amb les seves normes, institucions, autoritats i procediments, conforme a les seves atribucions i competències, en harmonia amb la Constitució i la llei. | » |

| « | Article 291-I. Són autonomies indígena originari pageses els territoris indígena originari pagesos, i els municipis, i regions que adopten tal qualitat d'acord amb el que s'estableix en aquesta Constitució i la llei. | » |

L'Assemblea Legislativa Plurinacional té competència per a agregar territoris als municipis indígenes originaris pagesos o modificar els seus límits.
La consulta d'accés a la AIOC en un territori indígena originari pagès ha de realitzar-se segons les normes i procediments propis del territori.
Els TIOC que van iniciar el procediment per a convertir-se a AIOC des de 2009 són:
- Raqaypampa (departament de Cochabamba)
- Nació Yuracaré (departament de Cochabamba), en 2016
- Lomerío (departamento de Santa Cruz)
- Corque Marka (departament d'Oruro)
- Multiétnico TIM I (departament de Beni)
- Nació Cabineña (departament de Beni), en 2016
- Jatun Ayllu Yura (departament de Potosí), en 2016

Excepte Jatun Ayllu Yura els altres 6 TIOC van conformar els seus òrgans deliberatius mitjançant normes i procediments propis. Raqaypampa, Lomerío, Corque Marka i Multiètnic TIM I van aprovar els seus projectes d'estatut autonòmic indígena originari pagès.
Després de ser el primer TIOC el projecte d'estatut del qual va obtenir el 17 de juny de 2015 la declaració de constitucionalitat, el 12 de juliol de 2016 va ser promulgada la llei núm. 813 que va crear la unitat territorial territori indígena originari camperol de Raqaypampa, el 20 de novembre de 2016 va ser aprovat en referèndum l'estatut autonòmic del govern indígena de Raqaypampa a la província Mizque del departament de Cochabamba amb 91,78% d'aprovació i el 14 de juny de 2017 es van realitzar les eleccions de les seves autoritats.
A l'abril de 2018 el Tribunal Constitucional Plurinacional de Bolívia va declarar constitucional el projecte d'estatut autonòmic de la Nació Monkoxi de Lomerío, província Ñuflo de Chávez de Santa Cruz.

## Municipis indígena originari camperols
Pel decret suprem núm. 231 d'agost de 2009 el Ministeri d'Autonomia va reglamentar la part de la llei núm. 4021 de Règim Electoral Transitori que estableix que els municipis que decideixin convertir-se en autonomia indígena originària pagesa havien d'efectuar un referèndum en les eleccions del 6 de desembre de 2009. Aquest any 18 municipis van iniciar la seva conversió a autonomia indígena originària camperola, però només 12 van complir els requisits previs i van ser habilitats per a participar en el referèndum.
En el referèndum del 6 de desembre de 2009 11 municipis van optar per l'autonomia indígena originària camperola superant el 51% requerit, mentre que el de Curahuara de Carangas al departament d'Oruro, de la nació aimara, la va rebutjar amb només un 45,08% d'aprovació. El 4 d'abril de 2010 es va triar autoritats transitòries en els 11 municipis, que són els següents:
- Municipi de Huacaya al departament de Chuquisaca, província Luis Calvo. Nació indígena originària guaraní. Amb 53,66 % d'aprovació.[13]
- Municipi de Tarabuco al departament de Chuquisaca, província Yamparáez. Nació indígena originària yampará. Amb 90,80 % d'aprovació.
- Municipi de Mojocoya al departament de Chuquisaca, província de Jaime Zudáñez. Nació indígena originària mojocoya. Amb 88,31 % d'aprovació.
- Municipi de Charazani al departament de La Paz, província Bautista Saavedra. Nació indígena originària kallawaya. Amb 86,62 % d'aprovació.
- Municipi Jesús de Machaca al departament de La Paz, província d'Ingaví. Nació indígena originària urus d'Irohito. Amb 51 % d'aprovació.
- Municipi de Pampa Aullagas al departament d'Oruro, província Ladislao Cabrera. Nació indígena originària jatun killakas. Amb 83,67 % d'aprovació.
- Municipi de San Pedro de Totora al departament d'Oruro, província San Pedro de Totora. Nació indígena originària jach’a karangas. Amb 74,50 % d'aprovació.
- Municipi de Chipaya al departament d'Oruro, província de Sabaya. Nació indígena originària uru chipaya. Amb 91,69 % d'aprovació.
- Municipi de Salinas de Garci Mendoza al departament d'Oruro, província Ladislao Cabrera. Nació indígena originària jatun killka asanaquis. Amb 68,75 % d'aprovació.
- Municipi de Chayanta al departament de Potosí, província Rafael Bustillo. Nació indígena originària charka qara qara. Amb 52 % d'aprovació.
- Municipi de Charagua al departament de Santa Cruz, província Cordillera. Nació indígena originària guaraní. Amb 55,66 % d'aprovació.

El 24 de maig de 2010 es va promulgar la llei núm 017 Transitòria per al funcionament de les Entitats Territorials Autònomes, per la qual va establir el procediment de transició dels governs municipals a governs autònoms municipals.
El 19 de juliol de 2010 va ser promulgada la llei núm. 031 Marco d'Autonomies i Descentralització que limita l'obtenció d'autonomia indígena originària camperoles a la conversió de governs municipals o de territoris comunitaris d'origen (territoris indígena originari camperols), condició que exclou als pobles que no tinguin una d'aquestes categories.
Els municipis han de complir quatre requisits per a accedir a la AIOC: conformar un consell autonòmic per a elaborar el projecte d'estatut autonòmic i aprovar-lo per més de dos terços dels vots del consell, iniciar el tràmit d'accés a la AIOC, aprovar l'estatut autonòmic en referèndum i triar a les autoritats per a conformar el govern autonòmic. Prèviament el projecte d'estatut autonòmic ha de ser aprovat pel Tribunal Constitucional Plurinacional, sent el primer el 29 de novembre de 2013 per a San Pedro de Totora (Marka).
El 20 de setembre de 2015 va ser aprovat en referèndum (per 53,25% dels vots) l'estatut autonòmic del govern autònom guaraní Charagua Iyambae, sent el primer municipi a implementar l'autonomia indígena de Bolívia. L'estatut estableix tres instàncies: òrgan de decisió col·lectiva o Ñemboati; l'òrgan legislatiu o Mborakuai Simbika Iyapoa Reta, i l'òrgan executiu o Tëtarembiokuai Reta Imborika. El mateix dia el municipi de San Pedro de Totora Marka va rebutjar l'estatut autonòmic per a la conversió a l'autonomia indígena originari camperola per 29,96% d'aprovació.
Després que el Tribunal Constitucional Plurinacional l'aprovés el 27 de març de 2015, el 20 de novembre de 2016 va ser aprovat en referèndum (77,4% dels vots) l'estatut autonòmic del govern de l'autonomia originària de la Nació Uru Chipaya del departament d'Oruro. Mentrestant el municipi de Mojocoya el va rebutjar en referèndum el 20 de novembre de 2016 amb només 40,6% d'aprovació i aquest dia el municipi de Gutiérrez del departament de Santa Cruz va aprovar en referèndum la seva conversió AIOC guaraní amb 63,10% d'aprovació.
El 8 de gener de 2017 va ser posada en vigència en Charagua la primera autonomia indígena de Bolívia, sobre la base de la nació guaraní de Charagua representada en les 4 capitanies (Charagua Norte, Parapitiguasu, Alto Isoso y Bajo Isoso).
El 9 de juliol de 2017 va ser rebutjat en referèndum l'estatut autonòmic de Huacaya, mentre que Macharetí va aprovar per 51,3% l'accés a l'autonomia indígena originari pagesa. El 26 de maig de 2019 va ser aprovat en referèndum l'estatut autonòmic de Salinas de Garci Mendoza (51,80 %).